# Richard Duckett
Richard Louis Duckett (Montreal, Quebec, 30 de gener de 1885 - ibíd., 19 de juliol de 1972) va ser un jugador de lacrosse quebequès que va competir a principis del segle xx. El 1908 va prendre part en els Jocs Olímpics de Londres, on guanyà la medalla d'or en la competició per equips de Lacrosse, com a membre de l'equip canadenc.